# Colestah
Colestah fue una médica y guerrera de la tribu nativa americana Yakama. Se le describe como una curandera (twati), psíquica y "guerrera".

## Biografía
Colestah era la hija menor del jefe Tenax (Klickitat). Sus hermanas mayores eran Kem-ee-yowah, Why-luts-pum y Hos-ke-la-pum. Fue una de las cinco esposas del jefe Kamiakin (1800–1877), con quien tuvo dos hijos: Tomeo y Tomomolow (Tomolio).

## Batalla de Four Lakes
El 5 de septiembre de 1858 acompañó a Kamiakin a la Batalla de Four Lakes (o Batalla de Spokane Plains) contra el Coronel George Wright, armada con un garrote de piedra, prometiendo luchar a su lado. Según el historiador, Kurt R. Nelson, se vistió formalmente para la batalla con "su mejor" vestido de piel de ante y el cabello trenzado con fuerza. Cuando Kamiakin resultó gravemente herido por una rama desprendida por un obús, Colestah lo llevó de regreso al campamento familiar ubicado en el río Spokane y usó sus habilidades como "médica india"  en medicina tribal tradicional para cuidarlo hasta que se recuperara. 
Se mudaron al campamento del río Palouse, entre la actual St. John y Endicott en 1860, donde su familia siguió sus "rondas estacionales de excavación de raíces, recolección de bayas y pesca de salmón". Tras el nacimiento de su segundo hijo en 1864, enfermó y murió en 1865.